# Tour of Oman
Il Tour of Oman (it. Giro dell'Oman) è una corsa a tappe maschile di ciclismo su strada che si disputa in Oman ogni febbraio. Creata nel 2010, è stata subito inserita nel calendario del circuito continentale UCI Asia Tour come gara di classe 2.HC (2.1 fino al 2011).

## Storia
Creata nel 2010 dalla Amaury Sport Organisation, la prima edizione fu suddivisa di sei tappe, e si corse dal 14 al 19 febbraio, venendo vinta da Fabian Cancellara.
Il record di vittorie appartiene a Chris Froome (vincitore nel 2013 e 2014) e a Aleksej Lucenko (vincitore nel 2018 e 2019).
Nel 2020 l'edizione venne annullata per la morte del sultano Qābūs bin Saʿīd Āl Saʿīd.

## Maglie
Durante la corsa il leader della classifica generale veste una maglia rossa, il leader della classifica degli sprint è distinto da una maglia verde e il miglior giovane veste una maglia bianca. Vista l'assenza di molte salite lungo il percorso, non è prevista una classifica scalatori. Il corridore più aggressivo veste una maglia bianca con pois verdi e rossi.

## Percorso
Il Tour of Oman è composto da 6 tappe. Nelle prime due edizioni vi era una cronometro. Dal 2011 è stata inserita una tappa con arrivo in salita. Infine, negli anni, sono state introdotte tappe per specialisti delle classiche.

## Albo d'oro
Aggiornato all'edizione 2025.
| Anno | Vincitore                                                   | Secondo                                                     | Terzo                                                       |
| ---- | ----------------------------------------------------------- | ----------------------------------------------------------- | ----------------------------------------------------------- |
| 2010 | Fabian Cancellara                                           | Edvald Boasson Hagen                                        | Cameron Meyer                                               |
| 2011 | Robert Gesink                                               | Edvald Boasson Hagen                                        | Giovanni Visconti                                           |
| 2012 | Peter Velits                                                | Vincenzo Nibali                                             | Tony Gallopin                                               |
| 2013 | Chris Froome                                                | Alberto Contador                                            | Cadel Evans                                                 |
| 2014 | Chris Froome                                                | Tejay van Garderen                                          | Rigoberto Urán                                              |
| 2015 | Rafael Valls                                                | Tejay van Garderen                                          | Alejandro Valverde                                          |
| 2016 | Vincenzo Nibali                                             | Romain Bardet                                               | Jakob Fuglsang                                              |
| 2017 | Ben Hermans                                                 | Rui Costa                                                   | Fabio Aru                                                   |
| 2018 | Aleksej Lucenko                                             | Miguel Ángel López                                          | Gorka Izagirre                                              |
| 2019 | Aleksej Lucenko                                             | Domenico Pozzovivo                                          | Jesús Herrada                                               |
| 2020 | annullata per la morte del sultano Qābūs bin Saʿīd Āl Saʿīd | annullata per la morte del sultano Qābūs bin Saʿīd Āl Saʿīd | annullata per la morte del sultano Qābūs bin Saʿīd Āl Saʿīd |
| 2021 | annullata per la pandemia di COVID-19                       | annullata per la pandemia di COVID-19                       | annullata per la pandemia di COVID-19                       |
| 2022 | Jan Hirt                                                    | Fausto Masnada                                              | Rui Costa                                                   |
| 2023 | Matteo Jorgenson                                            | Mauri Vansevenant                                           | Geoffrey Bouchard                                           |
| 2024 | Adam Yates                                                  | Jan Hirt                                                    | Finn Fisher-Black                                           |
| 2025 | Adam Yates                                                  | Valentin Paret-Peintre                                      | David Gaudu                                                 |

### Altre classifiche
| Anno | Punti                                                       | Giovani                                                     | Combattività                                                | Squadre                                                     |
| ---- | ----------------------------------------------------------- | ----------------------------------------------------------- | ----------------------------------------------------------- | ----------------------------------------------------------- |
| 2010 | Edvald Boasson Hagen                                        | Edvald Boasson Hagen                                        | Gatis Smukulis                                              | Team HTC-Columbia                                           |
| 2011 | Edvald Boasson Hagen                                        | Robert Gesink                                               | Marko Kump                                                  | Team Leopard-Trek                                           |
| 2012 | Peter Sagan                                                 | Tony Gallopin                                               | Klaas Lodewyck                                              | RadioShack-Nissan                                           |
| 2013 | Chris Froome                                                | Kenny Elissonde                                             | Bobbie Traksel                                              | BMC Racing Team                                             |
| 2014 | André Greipel                                               | Romain Bardet                                               | Preben Van Hecke                                            | Team Sky                                                    |
| 2015 | Andrea Guardini                                             | Louis Meintjes                                              | Jef Van Meirhaeghe                                          | BMC Racing Team                                             |
| 2016 | Edvald Boasson Hagen                                        | Brendan Canty                                               | Jacques Janse van Rensburg                                  | Team Dimension Data                                         |
| 2017 | Alexander Kristoff                                          | Merhawi Kudus                                               | Aimé De Gendt                                               | Team Dimension Data                                         |
| 2018 | Nathan Haas                                                 | Miguel Ángel López                                          | Loïc Chetout                                                | Astana Pro Team                                             |
| 2019 | Aleksej Lucenko                                             | Élie Gesbert                                                | Preben Van Hecke                                            | Team Katusha Alpecin                                        |
| 2020 | annullata per la morte del sultano Qābūs bin Saʿīd Āl Saʿīd | annullata per la morte del sultano Qābūs bin Saʿīd Āl Saʿīd | annullata per la morte del sultano Qābūs bin Saʿīd Āl Saʿīd | annullata per la morte del sultano Qābūs bin Saʿīd Āl Saʿīd |
| 2021 | annullata per la pandemia di COVID-19                       | annullata per la pandemia di COVID-19                       | annullata per la pandemia di COVID-19                       | annullata per la pandemia di COVID-19                       |
| 2022 | Fernando Gaviria                                            | Anthon Charmig                                              | Peio Goikoetxea                                             | Team Arkéa-Samsic                                           |
| 2023 | Matteo Jorgenson                                            | Matteo Jorgenson                                            | Fredrik Dversnes                                            | Bora-Hansgrohe                                              |
| 2024 | Finn Fisher-Black                                           | Finn Fisher-Black                                           | Óscar Pelegrí                                               | UAE Team Emirates                                           |
| 2025 | Valentin Paret-Peintre                                      | Valentin Paret-Peintre                                      | Rodrigo Álvarez                                             | Q36.5 Pro Cycling Team                                      |